# Grup de la lawrencita
El grup de la lawrencita és un grup mineral de la categoria dels halurs. El grup engloba quatre mineralsː cloromagnesita (MgCl₂), lawrencita 	((Fe2+,Ni)Cl₂), scacchita (MnCl₂) i la tolbachita (CuCl₂). Els membres del grup han estat descrit en tots els continents menys a l'Àfrica.
La fórmula general del grup és AX2, on A pot ser substiduïda per Fe, Mn, Mg i Cu i X per Cl.